# エール・オーストラル

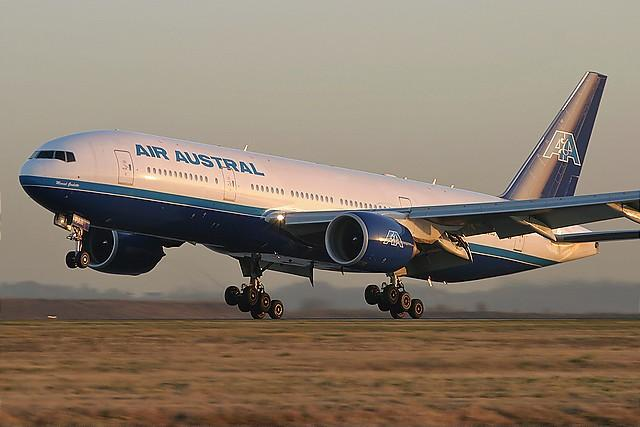
Air Australのボーイング777-200ER

エール・オーストラル（英語：Air Austral）は、フランス領レユニオンを本拠地としている航空会社である。また、エール・オーストラルはフランス語での読み方で、英語ではエア・オーストラルである。

## 概要
1974年10月にRéunion Air Serviceとして創立、翌1975年3月から運航を開始し、1987年にAir Réunion、1990年に現在のAir Australと社名を変えた。東アフリカ、インド洋周辺地域に不定期便の運航を行うほか、2003年6月28日よりパリへの直行便を運航している。

## 機材

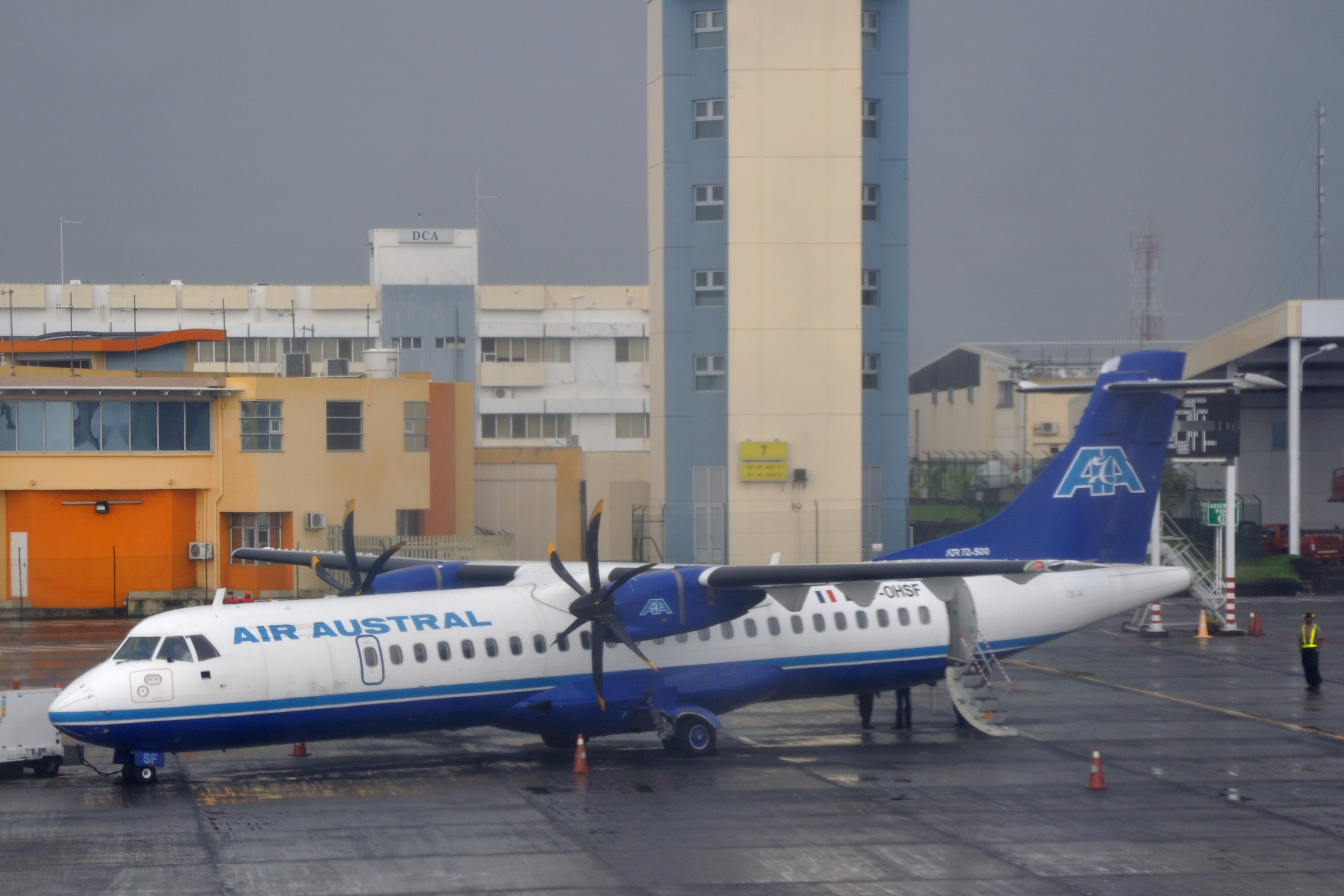
ATR 72-500(旧塗装)

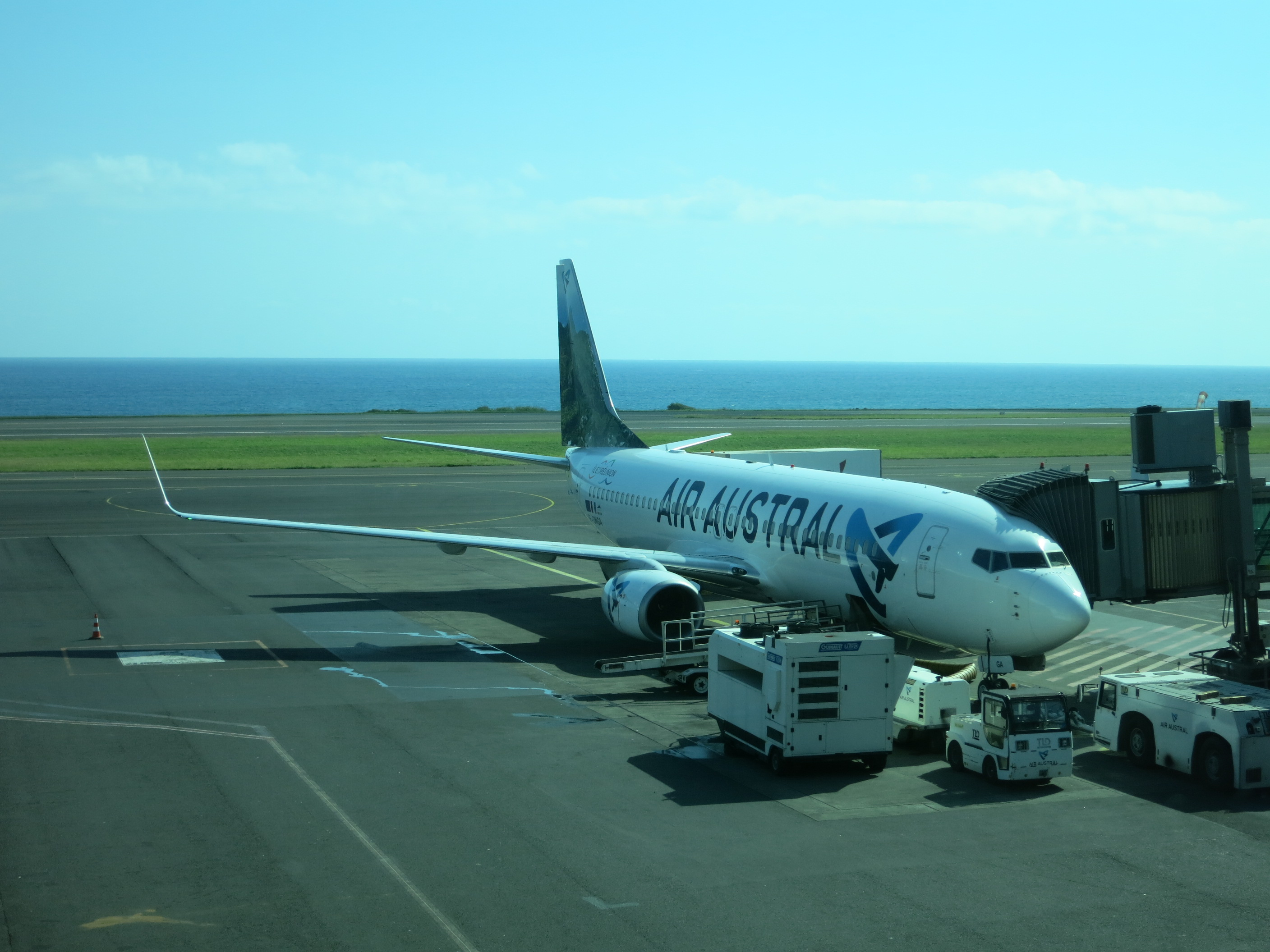
ボーイング737-800

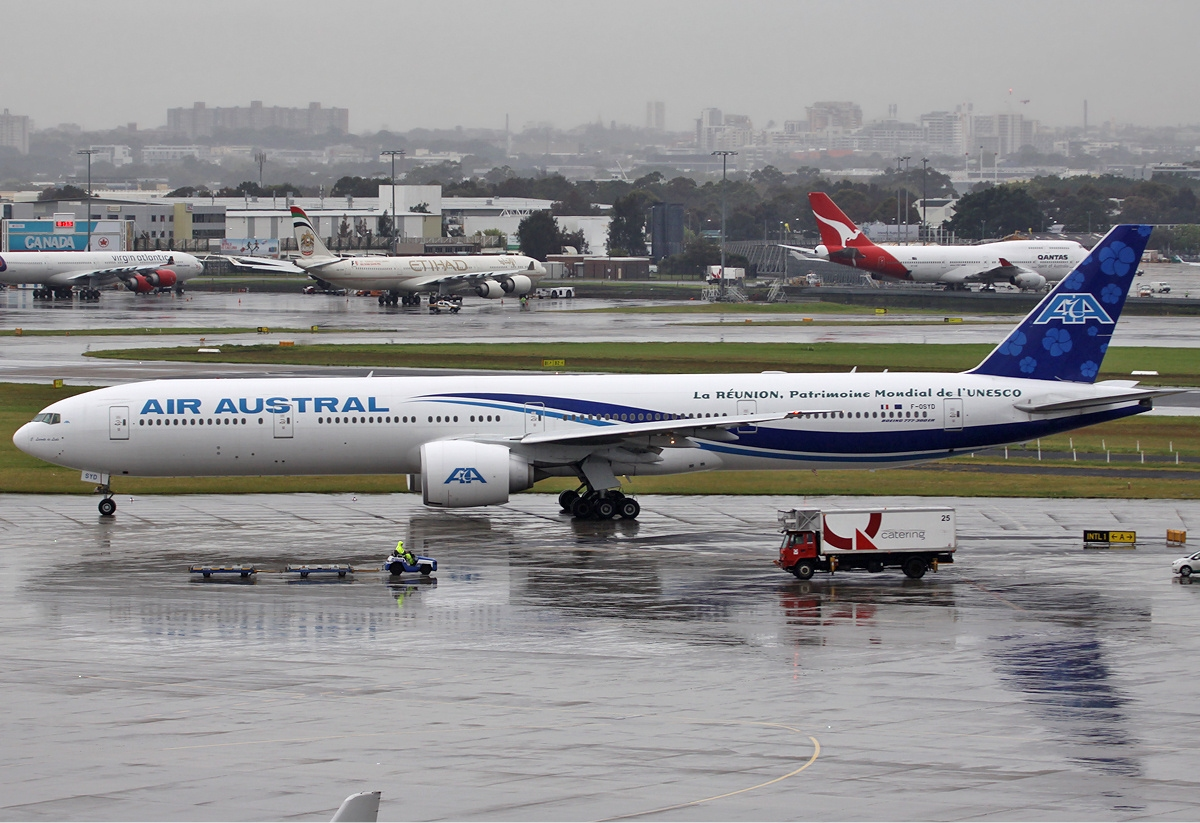
ボーイング777-300ER(旧塗装)

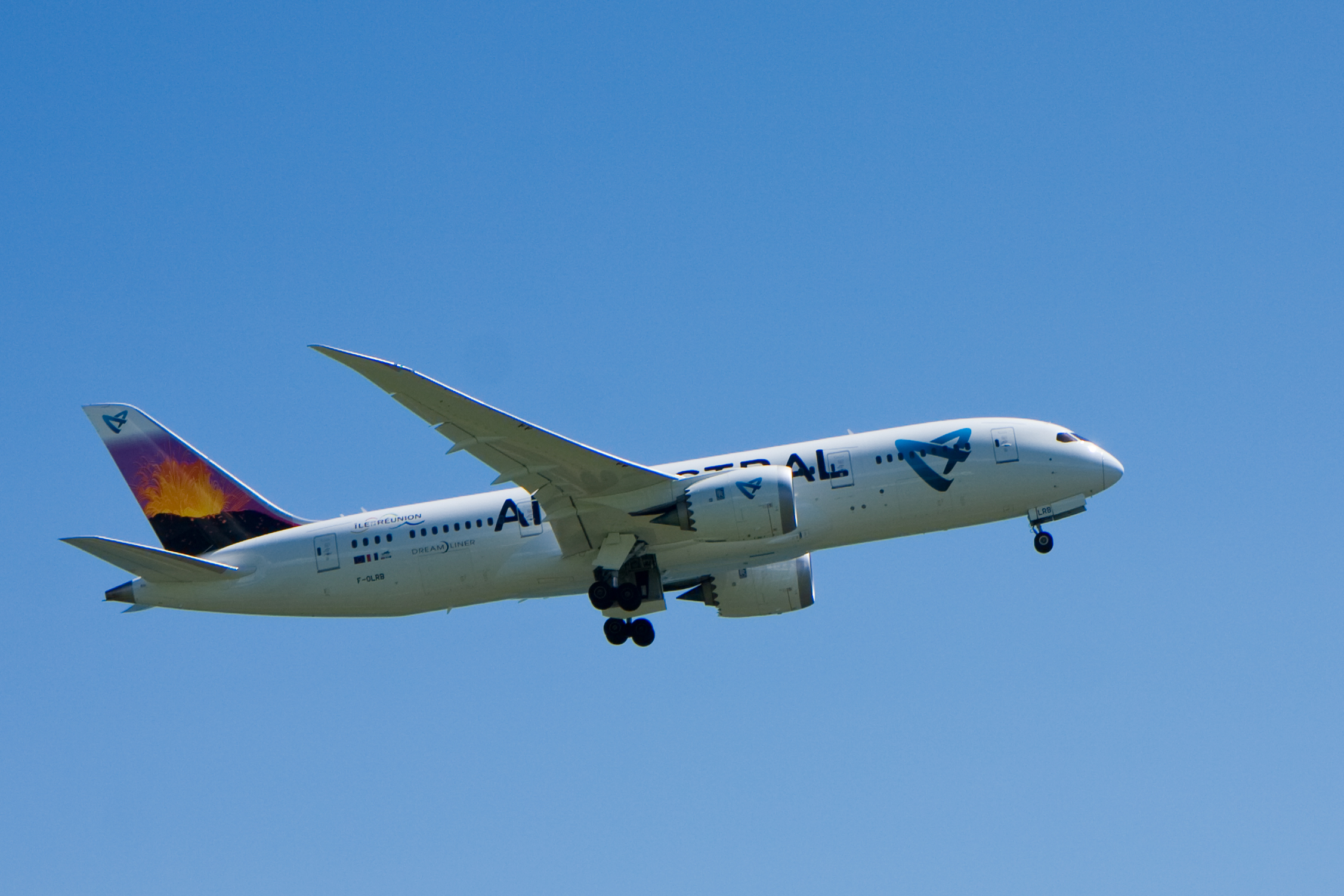
ボーイング787-8

### 現在の保有機材
| 機種                 | 保有数 | 発注数 | 定員 | 定員 | 定員 | 定員 | 備考 |
| 機種                 | 保有数 | 発注数 | C    | Y+   | Y    | 合計 | 備考 |
| -------------------- | ------ | ------ | ---- | ---- | ---- | ---- | ---- |
| エアバスA220-300     | 3      | ―      |      | 12   | 120  | 132  |      |
| ボーイング 777-300ER | 3      | —      | 14   | 40   | 384  | 438  |      |
| ボーイング 787-8     | 2      | 2      | 18   | —    | 244  | 262  |      |
| 合計                 | 8      | 2      |      |      |      |      |      |

### 退役機材

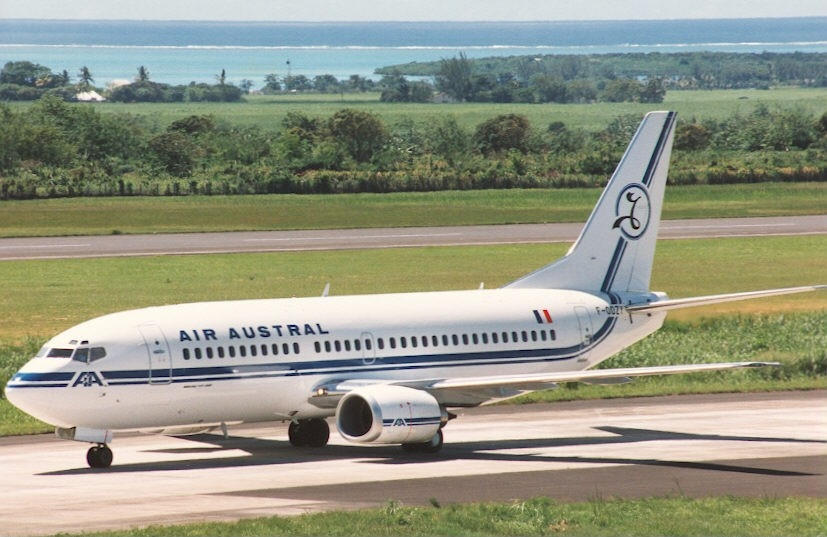
ボーイング737-300

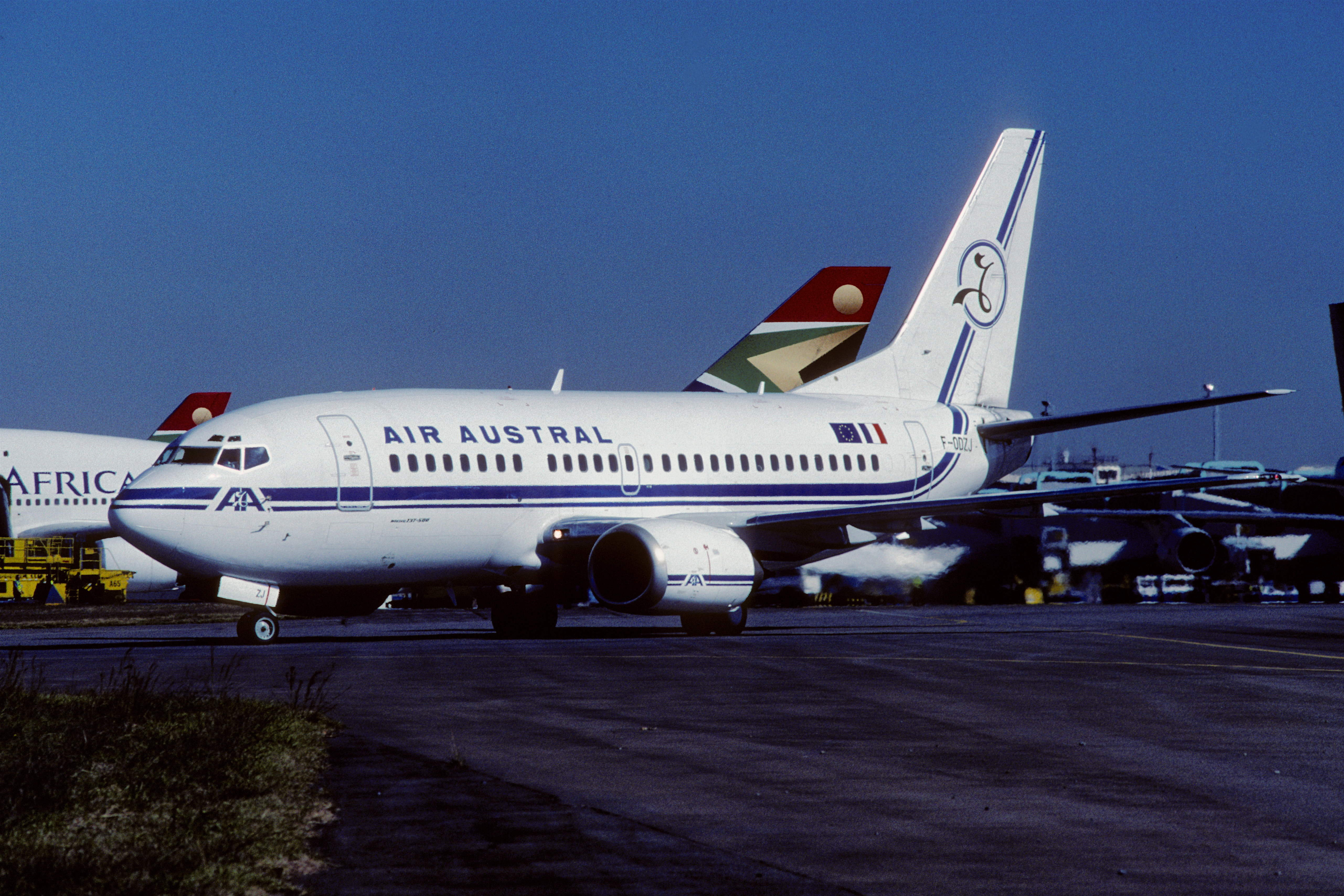
ボーイング737-500

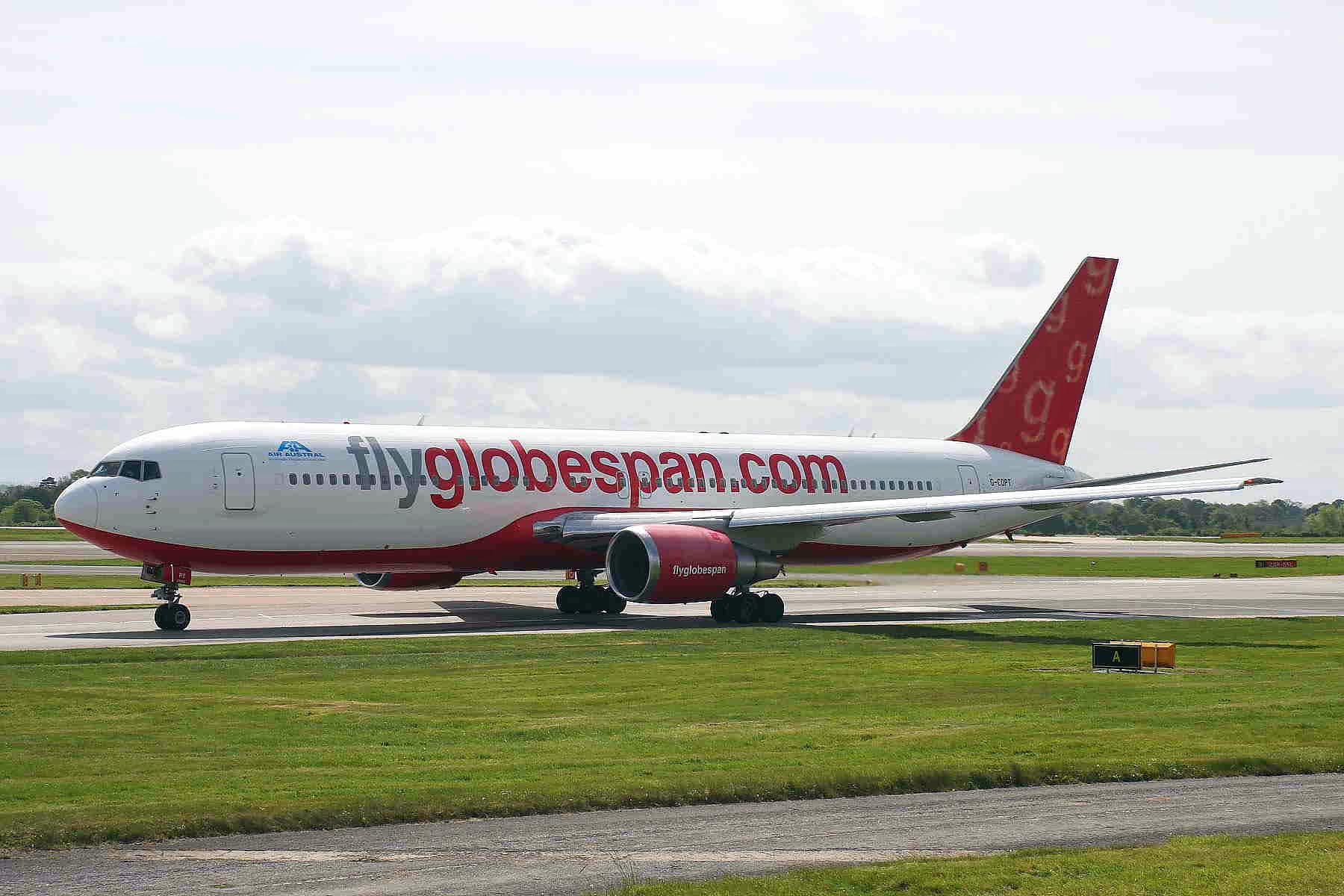
ボーイング767-300ER（Fly Globespanへ貸出中）

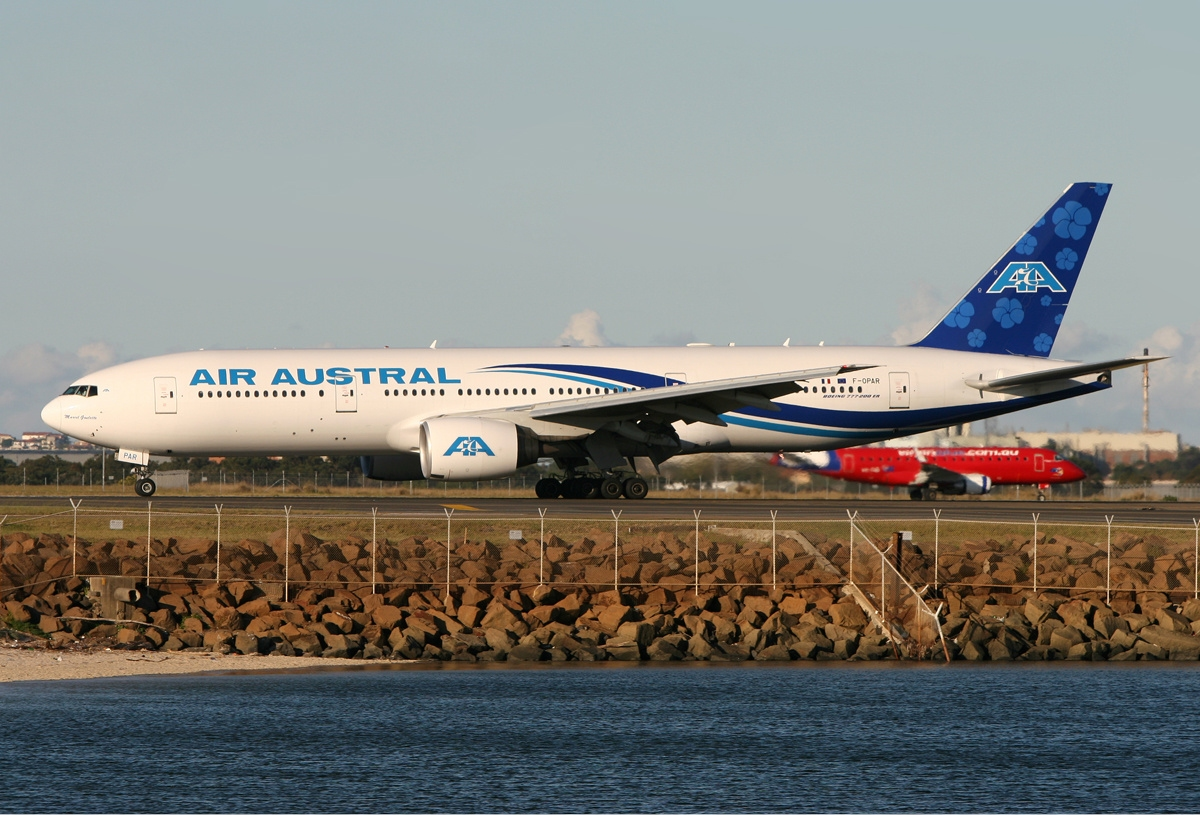
ボーイング777-200ER

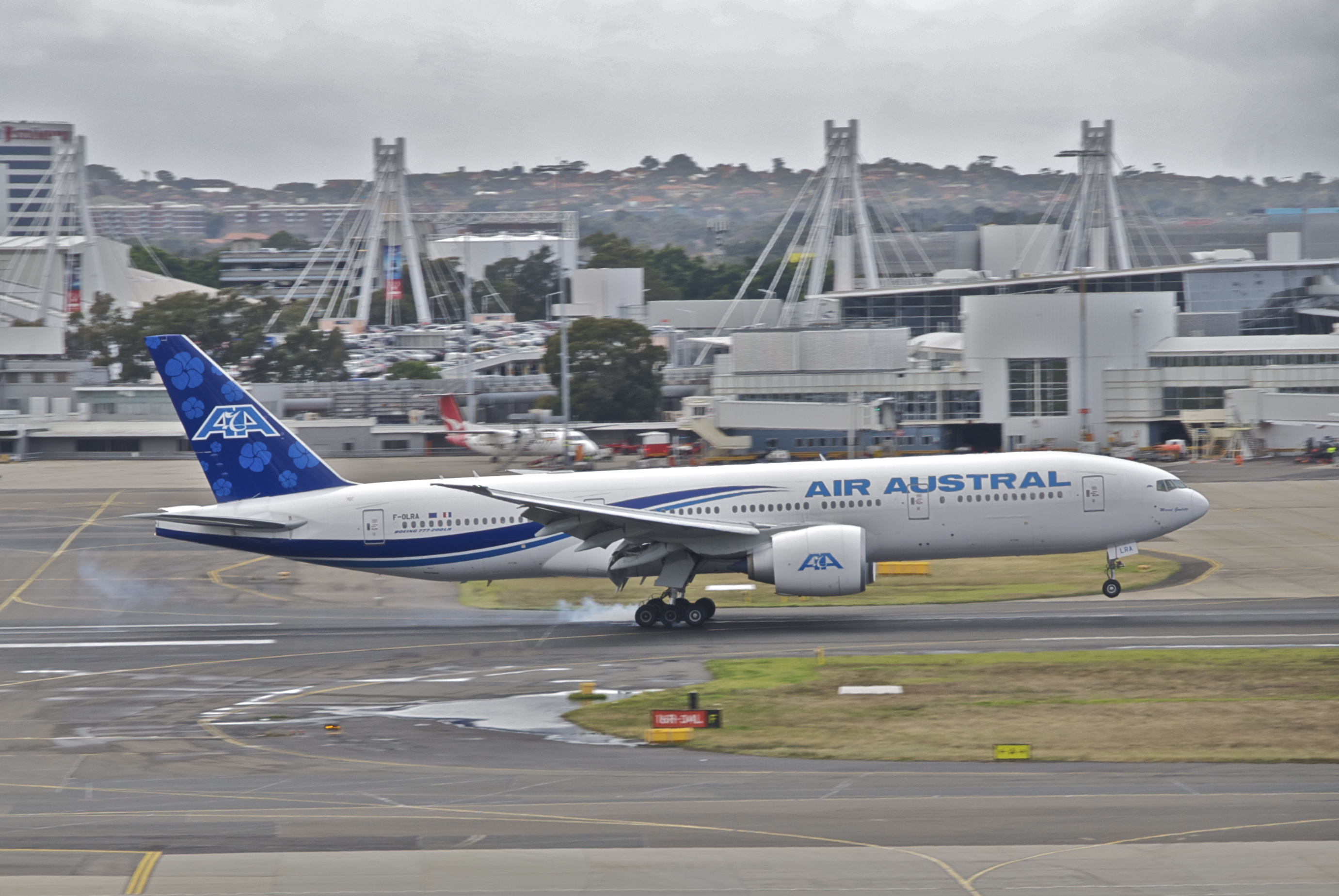
ボーイング777-200LR

| 機種                 | 合計 | 運航開始 | 運航終了 | 備考 |
| -------------------- | ---- | -------- | -------- | ---- |
| ボーイング 737-300   | 1    | 1994     | 2011     |      |
| ボーイング 737-300QC | 2    | 1997     | 2016     |      |
| ボーイング 737-500   | 1    | 1990     | 2011     |      |
| ボーイング 767-300ER | 1    | 2009     | 2009     |      |
| ボーイング 777-200ER | 4    | 2003     | 2017     |      |
| ボーイング 777-200LR | 1    | 2011     | 2015     |      |
| ボーイング 777-300ER | 2    | 2013     | 2017     |      |

### エアバスA380の導入計画
エール・オーストラルは、エアバス社が開発した超大型機、A380-800を2機発注し、2014年に就航させることを目標としていた。座席は全てエコノミークラスに統一する予定であり、これが現実となれば、総座席数は840席に達し、航空史上旅客機における最多の座席数を誇るはずであった。この計画発表により、座席の多さとそもそもの機体の大きさから、「空飛ぶいわしの缶詰」とも呼ばれたという。
しかし、同社は納入受け入れを再三に渡り延期していたため、この発注はキャンセルされ、史上初となる単一クラスのA380の就航も幻となった。

## 就航都市
| 就航国           | 就航空港                  | 備考     |
| ---------------- | ------------------------- | -------- |
| レユニオン       | サン＝ドニ                | ハブ空港 |
| フランス         | パリ/シャルル・ド・ゴール |          |
| フランス         | ルルド                    |          |
| タイ             | バンコク/スワンナプーム   |          |
| モーリシャス     | モーリシャス              |          |
| モーリシャス     | ロドリゲス島              |          |
| マヨット         | ザウジ                    |          |
| マダガスカル     | ノシ・ベ                  |          |
| マダガスカル     | アンタナナリボ            |          |
| マダガスカル     | アンツィラナナ            |          |
| マダガスカル     | トアマシナ                |          |
| 南アフリカ共和国 | ヨハネスブルグ            |          |